# 금란의 들판
금란의 들판(金襴--, 프랑스어: Camp du Drap d'Or, 영어: Field of the Cloth of Gold)은 1520년 6월 7일에서 24일까지 있었던 잉글랜드의 헨리 8세와 프랑스의 프랑수아 1세 사이의 정상회담이다. 칼레에서 멀지 않은 발렝강에서 개최되었는데 이 지역은 당시 잉글랜드의 영토였다. 오랫 동안 앙숙이었던 두 국가의 우호 증진을 위해 마련된 이 자리에서 잉글랜드와 프랑스는 서로의 국력과 부를 과시하며 각종 볼거리를 준비하였다.

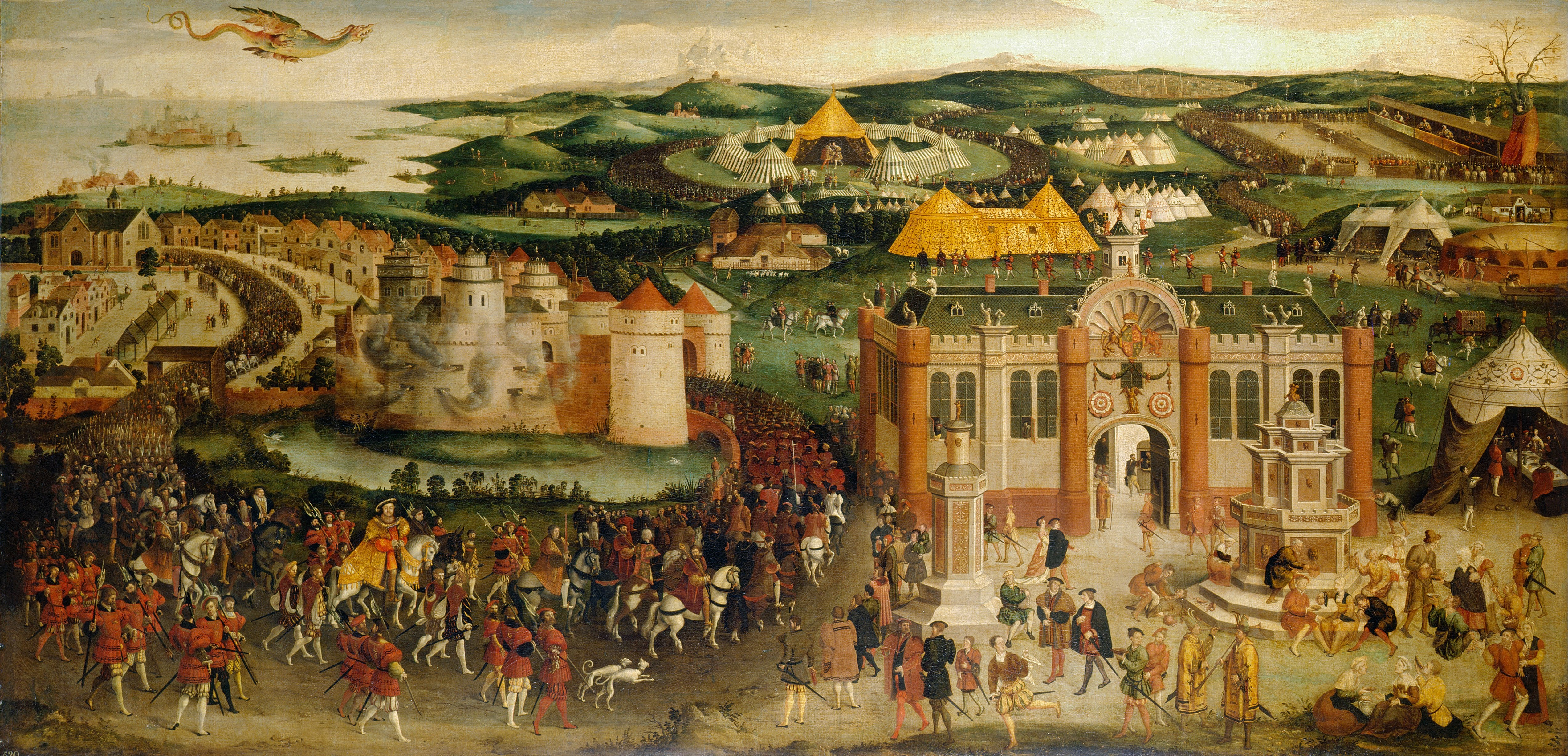
금란의 들판으로 행진하는 헨리 8세(왼쪽 하단). 중앙의 윗쪽에 금란으로 덮은 회담장이 보인다.

회담은 양국이 채결한 1514년 우호 조약의 재확인을 위한 것이었다. 금란의 들판에서 둘은 신성 로마 제국을 견재하기 위해 양국의 우호 증진을 약속하였지만, 오랜 역사 속에서 앙숙이었고 회담 이후로도 서로를 사실상 적국으로 여긴 잉글랜드와 프랑스의 우호 관계는 그리 오래가지 못하였고 몇년 뒤 다시 서로를 적대하게 된다.
회담장인 발렝강이 속한 칼레 지역은 백년전쟁 초반기였던 1347년 크레시 전투에서 잉글랜드가 프랑스에게 승리한 이후 잉글랜드의 영토로 편입되었다. 잉글랜드가 회담 장소로 이곳을 선택한 것은 도버해협을 건너야 했던 국왕의 안전을 확보하기 위한 이유와 함께 칼레에 대한 지배권을 과시하려는 목적도 있었다.
금란(金襴)은 명주 등의 실과 실처럼 뽑아낸 금을 함께 짜낸 직물이다. 대표적인 귀금속인 금을 사용하였기 때문에 사치스러움의 상징이었다. 고대부터 제작 사례가 있으나 서유럽에서 군주와 고위 귀족의 의상에 사용된 것은 11세기 이후이다. 고대의 금란은 순금을 이용하였으나 당시 금란에 사용된 것은 금과 은의 합금이었다. 오랜 숙적 프랑스에게 국력을 과시하고자 한 잉글랜드는 회담장 전체를 금란으로 치장하였고 이 때문에 이 회담은 금란의 들판으로 불리게 되었다.
회담에서 양국은 국력을 과시하며 매일 다양한 경기와 연회를 배풀며 화려함을 뽐내었으나 정치적 성과는 크지 않았다. 당시 유럽의 정세는 이탈리아 전쟁을 두고 잉글랜드와 프랑스, 신성 로마 제국 등이 복잡한 외교와 전쟁을 반복하는 상황이었다. 프랑스는 잉글랜드를 견제하기 위해 오랫동안 스코틀랜드를 지원하고 있었고, 잉글랜드는 프랑스를 견제하기 위해 스페인과 정략 결혼을 통한 동맹을 맺는 한편, 신성 로마 제국과도 원만한 관계를 유지하고자 하였다. 결국 이 회담에서 약속한 상호 우호 관계는 몇 년을 넘기지 못하였다. 다만, 두 국왕의 회동은 그 자체로 전 유럽의 이목을 집중시켰고 이후 근세 유럽의 정상회담과 외교 절차에 대한 참고 사항이 되었다.

## 배경

### 런던 조약

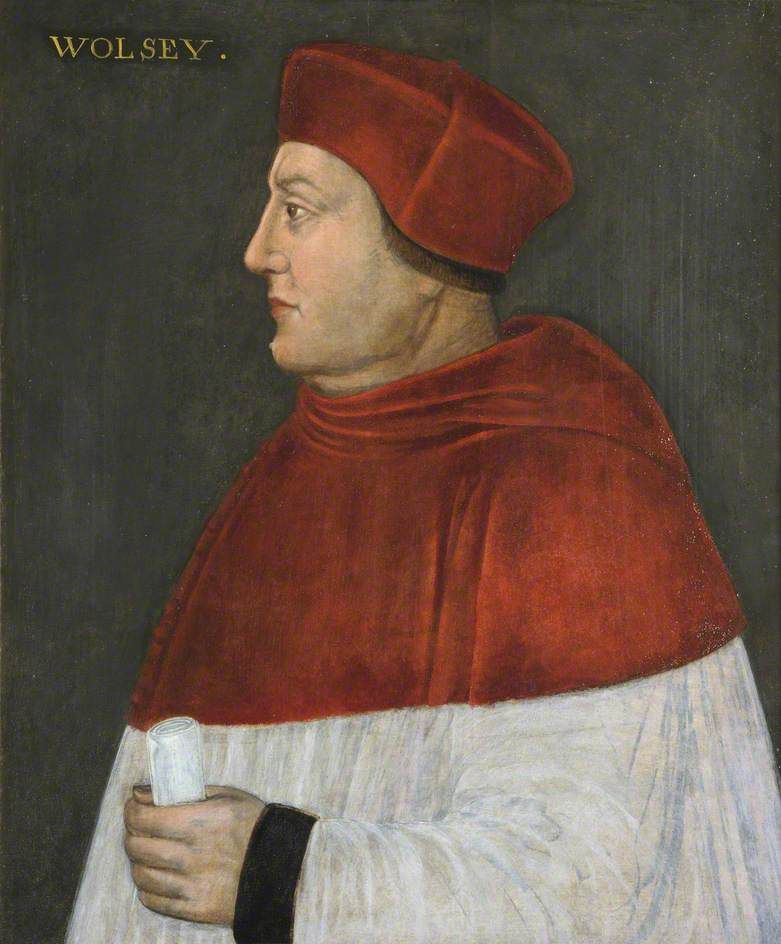
토머스 울지

르네상스 시기였던 15세기 후반에서 16세기 초반의 이탈리아는 크게 보아 북부의 여러 도시 국가들과 교황령 그리고 남부의 나폴리 왕국으로 구분할 수 있다. 피렌체 공화국, 베네치아 공화국과 같은 도시 국가들은 명목상 신성 로마 제국 황제의 휘하에 있었으나 사실상 독립국이었다. 이들은 서로의 이해 관계에 따라 합종연횡을 거듭하며 화친과 전쟁을 반복하였다. 한편 신성 로마 제국은 북부 이탈리아의 명목뿐인 지배권을 실제의 것으로 확보하고자 하였고 프랑스 역시 유럽의 패자가 되고자 하였기 때문에 북유럽에서는 저지대 국가에 대한 주도권을 두고, 또 남유럽에서는 이탈리아에 대한 영향력을 두고 신성 로마 제국과 대결하고 있었다. 교황 역시 이러한 분쟁에 깊숙히 개입할 수 밖에 없었는데 스스로가 교황령을 다스리고 있던 중세 영주이기도 하였던 교황의 입장에서 이탈리아 북부에 대한 양대 세력의 개입은 곳 교황의 실권 축소를 의미하기 때문이었다. 서로의 복잡한 이해 관계 속에서 이탈리아 각지는 구엘프와 기벨린으로 나뉘어 분쟁을 겪고 있었다.
일종의 힘에 의한 균형을 유지하고 있던 16세기 유럽의 정세에서 프랑스나 신성 로마 제국에 비해 상대적으로 열세였던 잉글랜드는 때로는 신성 로마 제국과 때로는 프랑스와 동맹을 맺으며 둘 모두를 견재하는 입장이었고 헨리 7세는 아메리카에 식민지를 두고 급격히 국력이 상승한 스페인과 동맹을 맺기 위해 아들 헨리 8세와 아라곤의 카탈리나의 정략 결혼을 성사시켰다.
캉브레 동맹 전쟁은 이러한 복잡한 정세 속에서 치러졌다. 교황이 주축이 되어 신성 동맹으로도 불렸던 이 동맹은 이름과 달리 그때 그때의 상황에 따라 서로 동맹과 적을 바꾸는 배신의 연속으로 진행되었다. 전쟁의 명분은 교황에 불복하는 베네치아의 타도였으나 프랑스가 이탈리아에 대한 야욕을 드러내자 교황은 오히려 베네치아 공화국과 동맹을 맺고 프랑스를 축출하고자 하였다. 1509년 즉위한 잉글랜드의 헨리 8세는 교황 측에 가담하였고 교황은 헨리 8세에게 "프랑스의 합당한 국왕"을 약속한다.:34-35 그러나 전쟁은 프랑스의 승리로 끝을 맺었다. 1513년 새롭게 즉위한 교황 레오 10세는 베네치아의 영토를 축소시키고 교황의 영향력을 키우고자 하였고 이때문에 동맹은 분열되었다. 1515년 프랑스의 새 국왕으로 즉위한 프랑수아 1세는 이 틈을 놓치지 않고 오히려 베네치아와 동맹을 맺는 한편, 마리냐노 전투에서 승리하였다. 더 이상 전쟁을 계속할 의사가 없는 신성 동맹 측은 결국 프랑스와 강화 조약을 맺었다.
1519년 카를 5세가 신성 로마 제국의 새 황제로 즉위하자 프랑스와 잉글랜드, 신성 로마 제국은 모두 비슷한 연배의 젊은 군주가 군림하게 되었고 외교 관계를 재정립할 필요가 있었다. 1518년 잉글랜드의 총리였던 토머스 울지의 제안으로 세 나라는 런던 조약을 통해 상호 불가침을 약속하였다. 금란의 들판 회동은 런던 조약의 재확인을 위한 것이었다. 이탈리아 전쟁 이후 교황 레오 10세는 나날이 거칠어지는 오스만 제국의 위협으로부터 "기독교 세계"를 지키기 위한 유럽 강국들의 단합을 주문하였고 로마가톨릭의 추기경이기도 하였던 토머스 울지는 교황의 요구를 실현시키기 위해 프랑스 측에 회담을 제안하게 된다.

### 북방 르네상스
전쟁을 벌이는 동안 프랑스와 잉글랜드는 정치 군사 면에서 이탈리아의 도시 국가들보다 막강한 위력을 자랑하였으나 문화 면에서 이탈리아 도시 국가의 화려함은 선망의 대상이었다. 서유럽의 기사들은 유혈 낭자한 전투를 치르면서도 이탈리아 북부 도시들의 화려함에 압도되었다. 전쟁이 끝난 후 헨리 8세와 프랑수와 1세는 모두 스스로가 학문과 예술의 후원자를 자처하였고 이미 플랑드르 지역을 중심으로 새로운 예술이 꽃피고 있던 신성 로마 제국과 함께 북방 르네상스가 발달하게 된다. 잉글랜드와 프랑스에서 펼쳐진 북방 네상스는 국왕에 의해 주도되면서 왕권을 강화하려는 목적이 있었다.
이탈리아에서는 이미 15세기부터 고대 로마의 주요 사건을 당대의 지배자에 투영하여 권위를 정당화하는데 회화와 조각 등이 사용되고 있었다. 예를 들어 안드레아 만테냐의 《카이사르의 개선식》은 로대 로마의 카이사르를 소재로 삼고 있지만 당대 만토바 공국의 지배 가문이었던 곤차가를 위한 것이었다. 북방의 군주들도 자신을 고대의 영웅에 빗대며 스스로의 권위를 높이고자 하였다. 이탈리아 전쟁 전반기에 프랑스의 루이 12세는 이탈리아 곳곳에서 고대 로마의 양식을 앞세운 개선식을 열었고, 훗날 신성 로마 제국의 카를 5세 역시 이탈리아를 행군하며 개선식을 선보였다.
헨리 8세와 프랑수아 1세는 둘 모두 어려서 부터 인문학과 예술에 대한 교양을 교육받으며 성장하였고, 즉위 이후 학문과 예술의 수호자를 자처하여 왕권 강화를 꾀하였다. 프랑수아 1세는 이탈리아에서 예술가를 초빙하는 한편 각종 건축을 지시하며 프랑스 르네상스의 초석을 다졌다. 헨리 8세 역시 스스로 작곡을 하고 시를 지으며 예술적 재능을 과시하였다.:15-16 양국의 정상 회담이 성사되자 둘은 전통적인 적국을 상대로 자신의 궁정을 상대에게 과시하고자 하였다. 헨리 8세와 프랑수아 1세는 나이 마저 비슷한 동년배였고 상대에게 질 수 없다는 경쟁심을 보였다.
모든 사항은 양측이 동등하게 준비하였고 당시 양국의 국경 부근에 위치한 회담 장소 마저 국경을 사이에 두고 비슷한 경사를 이루는 계곡이라는 것이 선택의 이유였다. 잉글랜드측 회담 준비 책임자는 당시 로마 교황청이 임명한 추기경이자 헨리 8세의 총리였던 토머스 울지였고, 토머스 모어와 훗날 잉글랜드 정치 파동의 핵심에 놓이게 될 앤 불린의 가문 역시 준비에 참여하였다.
이로서 백년 전쟁 이후 대면할 일 없던 잉글랜드와 프랑스의 두 국왕이 직접 대면하는 회담이 성사되었다.

## 준비

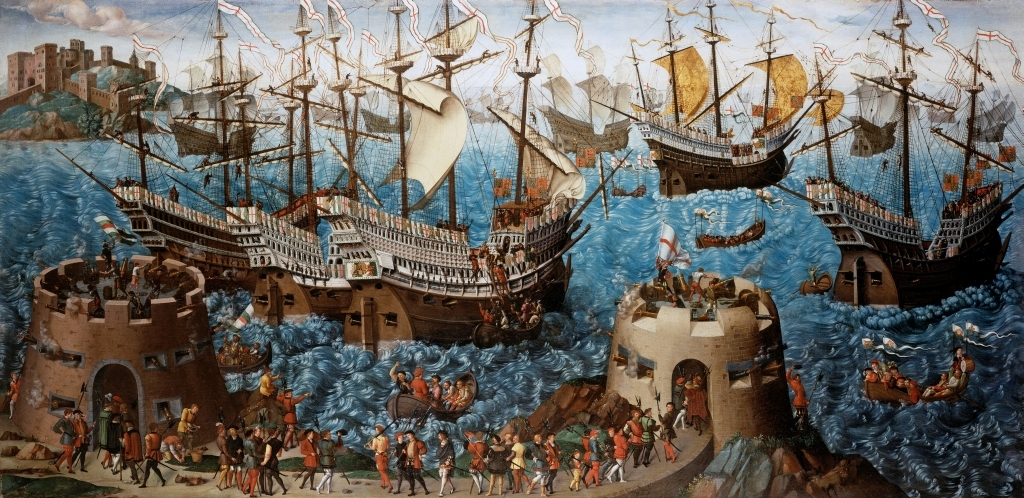
도버 해협을 건너기 위해 정박해 있는 잉글랜드의 선박들을 묘사한 그림.

우호를 확인하기 위한 자리라고 하나 양국 모두 상대를 압도하는 국력을 과시하고자 한는 경쟁심이 더 컸다. 전쟁이 아닌 우호를 위한 경쟁인 만큼 군사력이 아니라 문화적 과시가 필요하였고 회담은 준비부터 실행까지 온갖 사치스러움과 호화로움을 자랑하는 자리였다. 회담 장소부터 각종 행사에 이르기까지 모든 사항은 양국의 확인을 거치며 치밀하게 준비되었다. 토머스 울지는 회담장소로 칼레 인근의 발렝강을 제안하였는데 당시 잉글랜드의 영토였던 칼레와 프랑스의 영토인 아르드레의 중간 지점이었기 때문이다. 이는 양국이 동등한 위치에서 회담을 갖는다는 상징성을 보이기 위한 것이었다.
당시에는 잉글랜드의 영토였던 발렝강에는 소규모 요새인 귀네성을 배경으로 1만 제곱미터에 달하는 너른 들판이 펼쳐져 있었고 이 들판에 회담장을 마련하기로 하였다. 회담을 위한 가건물과 텐트의 설치는 잉글랜드가 담당하였는데 헨리 8세는 단 한번의 회담을 위한 가건물을 궁전에 버금갈 정도로 호화롭게 꾸몄다. 잉글랜드는 들판을 네 개의 구획으로 나누어 회담 장소로 마련하였다. 네 구역의 중앙에 마련된 회담장은 임시로 지어진 궁전이라 불릴만 하였다. 가건물의 크기는 한 변이 100 m에 달했고 기둥과 벽을 지지하기 위한 2 m 높이의 기단을 다졌다. 기단 위로 10 m 높이의 나무 기둥이 세워지고 벽돌을 이용하여 벽을 세운 뒤 온갖 화려한 옷감과 캔버스 천을 이용하여 마감하였다. 회담장을 비롯한 주변의 텐트 역시 금란을 비롯한 값비싼 옷감을 아낌없이 사용하여 마치 들판 전체를 금란으로 두른 듯 하였고, 이후 이 회담은 "금란의 들판"으로 불리게 되었다. 헨리 8세는 금실로 나뭇잎을 수 놓은 옷감으로 두 군주의 자리를 치장하게 하였는데 이 직물은 오스만 제국의 술탄 셀림 1세가 선물한 것으로 알려져 있다.
회담장의 치장을 위해 브뤼허 출신의 스테인드글라스 장인 갈리온 혼이 고용되었다. 회담을 위한 가건물이었음에도 온갖 사치스러운 장식으로 치장되었고 곳곳에 금을 입혀 마감하였다. 야외에는 두개의 분수를 설치하였는데 포도주가 샘솟게 하였다. 회담장에 사용된 자재들은 이후 재활용되기도 하였는데, 목재 지붕은 해체되어 켄트주의 에이텀 장원을 건축할 때 사용되었다고 한다. 회담장의 지붕은 양국을 상징하는 색으로 물들인 기름먹인 천을 덮었다. 기록에 따르면 천정에는 커다란 유리로 채광창을 두어 회담장이 마치 야외에 설치된 듯 빛이 들어왔다고 한다. 역시 임시로 지어진 예배소에는 35 명의 사제가 배치되었다.
한편 회담 기간 내내 연회와 각종 경기, 재담과 서커스가 펼쳐졌다. 프랑수아 1세는 자신의 궁정에서 광대와 익살꾼들을 데리고 왔다. 토머스 울지는 이들이 매일 열리는 연회에서 각종 재주와 익살을 선보이며 좌중을 기쁘게 하였다고 기록하였다. 프랑수아 1세는 당대의 유명한 음악가 장 무통을 초빙하여 각종 음악을 총괄하게 하였다. 당대 유럽 최고의 실력을 자랑하였던 프랑스의 궁정 합창단은 연일 이어지는 연회에서 청중들을 기쁘게하였다. 잉글랜드 측에서는 윌리엄 코니시가 지휘하는 악단이 동원되었다.
회담 참가자를 위해 2,200 마리의 양을 비롯한 여러 식료품이 헨리 8세에 의해 마련되었고 인근의 성채를 배경으로 2,800 개의 텐트가 설치되었다.

## 회담

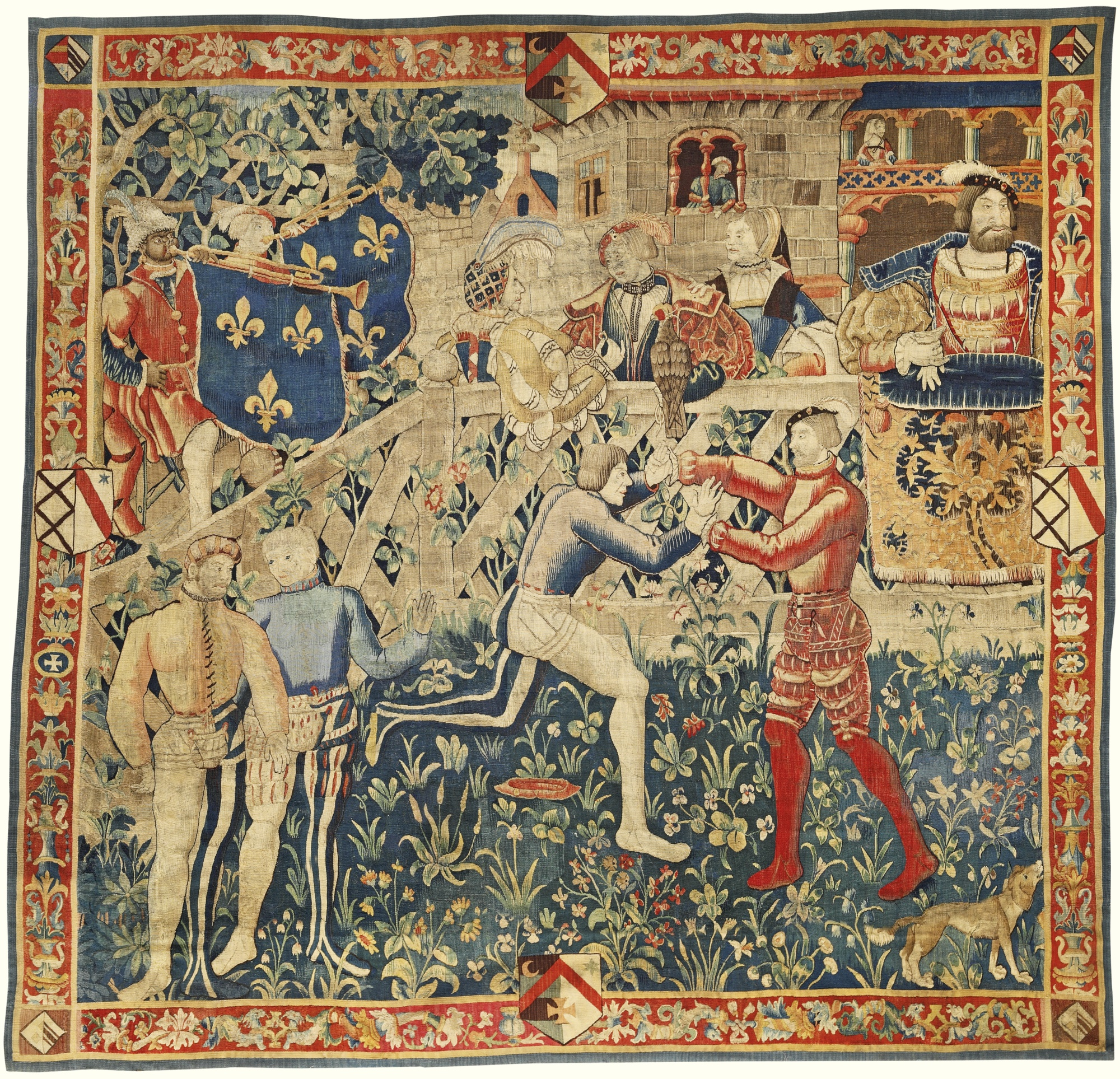
금란의 들판에서 열린 레슬링 경기를 묘사한 태피스트리. 오른쪽 위에 실제 금란으로 지은 옷을 입은 프랑수아 1세가 묘사되어 있다.

두 군주가 만나는 절차는 사전에 치밀하게 준비되었다. 두 군주는 회담 장소에서 같은 거리에 놓인 지점에 거점을 마련하여 헨리 8세는 당시 잉글랜드 영토였던 칼레 인근의 긴에, 프랑수와 1세는 프랑스 측 영토인 아르드레에 자리잡았고, 1520년 6월 4일 잉글랜드의 총리였던 토머스 울지가 화려한 트레인으로 한껏 차려입고 프랑스와 1세를 방문하는 것으로 일정이 시작되었다. 두 군주는 그리스도의 성체 성혈 대축일인 6월 7일 목요일 발도르에서 첫 대면을 하였다.
헨리 8세의 아내이자 잉글랜드의 여왕으로서 행사에 동행한 아라곤의 카탈리나는 스페인 양식으로 차려 입었고 마상창시합을 비롯한 몇몇 행사를 관람한 기록을 남겼다. 카탈리나는 "트란자도"라 불리는 스페인 전통의 헤어스타일을 하였는데, 단단히 묶은 머리카락을 그물고 감싸고 그 위에 화려한 보석으로 치장한 두건을 쓴 모습이었다. 당시 잉글랜드나 프랑스의 양식과는 확연히 다른 모습의 이러한 복장역시 매우 의도적인 것으로 잉글랜드가 스페인과 동맹관계임을 프랑스에 과시하기 위한 수단이었다. 반면에 프랑수아 1세의 왕비였던 클로드는 당시까지도 강력한 자치권을 지니고 있던 브르타뉴 공국의 여공작으로서 전형적인 프랑스 지방 정권의 후계자였다.
다음날 토너먼트가 개최되었다. 토너먼트는 마상창시합과 레슬링과 같은 육체적 힘을 과시하는 경기뿐만 아니라 노래와 시의 낭독과 같은 행사도 펼쳐졌다. 헨리 8세와 프랑수아 1세는 비슷한 연배의 대표적인 르네상스 군주였고 스스로가 기사임을 자부하였으며 이 기회에 각자의 강인함을 과시하고자 하였기 때문에 두 군주 모두 토너먼트에 출전하였다. 주의깊게 준비된 토너먼트 경기의 규칙은 두 국왕이 직접 마주하지 않도록 짜여져 있었지만, 헨리 8세가 급작스럽게 프랑수와 1세에게 레슬링 시합을 제안하였다. 그러나 프랑수아 1세는 순식간에 헨리 8세를 제압하였고 헨리 8세의 자존심은 여지없이 구겨졌다.
세례자 요한의 축일이었던 6월 24일 일요일, 가톨릭 추기경이기도 하였던 토머스 울지가 직접 미사를 집전하는 것을 끝으로 회담은 마무리되었다. 당대 기록에는 마지막날 용이 하늘을 날았다는 표현이 등장하는데 아마도 불꽃놀이를 가리키는 것으로 보인다.

## 이후
회담은 당대에 깊은 인상을 남겼으나 정치적 결과물은 미미하였다. 행사를 주도한 울지는 이 우호 관계를 영속시키고자 하였으나 잉글랜드와 프랑스의 우호 관계는 그리 오래가지 못하였다. 당대의 사람들 조차 오랜 숙적이었던 두 국가의 상호불가침 조약이 오래가리라고는 생각하지 않았다. 1521년 이탈리아 전쟁이 시작되자 잉글랜드는 프랑스와 대적하고 있던 신성 로마 제국의 카를 5세와 동맹을 맺는다. 이 와중에 헨리 8세가 아라곤의 카탈리나와 이혼 과정에서 교황청과 갈라서고 수장령을 선포하자 토머스 울지는 반역자로 몰리게 되었다. 1530년 11월 29일 재판을 위해 압송되던 토머스 울지는 레스터를 지나다 병사하고 만다.